# 海伦娜·埃尔弗
海伦娜·哈格瑟·埃尔弗（丹麥語：Helena Hagesøe Elver，1998年3月1日—），生于哥本哈根，丹麦女子手球运动员，2023年世界女子手球锦标赛铜牌得主、2024年夏季奥林匹克运动会女子铜牌得主。